# Scouting for Boys
Scouting for Boys: Un manual de instruire în buna cetățenie este prima carte a Mișcării Scout, publicată în 1908. A fost scrisă și ilustrată de Robert Baden-Powell, fondatorul Cercetășiei. Ea se bazează pe experiențele sale din copilarie, experiența sa cu armata și pe tabăra sa experimentală de pe Brownsea Island, Anglia. Este a patra ce-a mai vândută carte (bestseller) a secolului 20.